# Крешентино
Крешентѝно (на италиански: Crescentino; на пиемонтски: Ch'rsentin, Кърсентин) е градче и община в Северна Италия, провинция Верчели, регион Пиемонт. Разположено е на 154 m надморска височина. Населението на общината е 7984 души (към 2011 г.).